# Mária Amália spanyol infánsnő
Mária Amália (Madrid, Spanyolország, 1779. január 9. – Madrid, Spanyolország, 1798. július 22.), Bourbon-házból származó spanyol infánsnő, IV. Károly spanyol király és Mária Lujza királyné harmadik leánygyermeke, aki 1795-től nagybátyja, Antal Paszkál infáns felesége. Fiatalon, tizenkilenc éves korában hunyt el születendő gyermekével együtt.

## Életrajza

### Ifjúkora

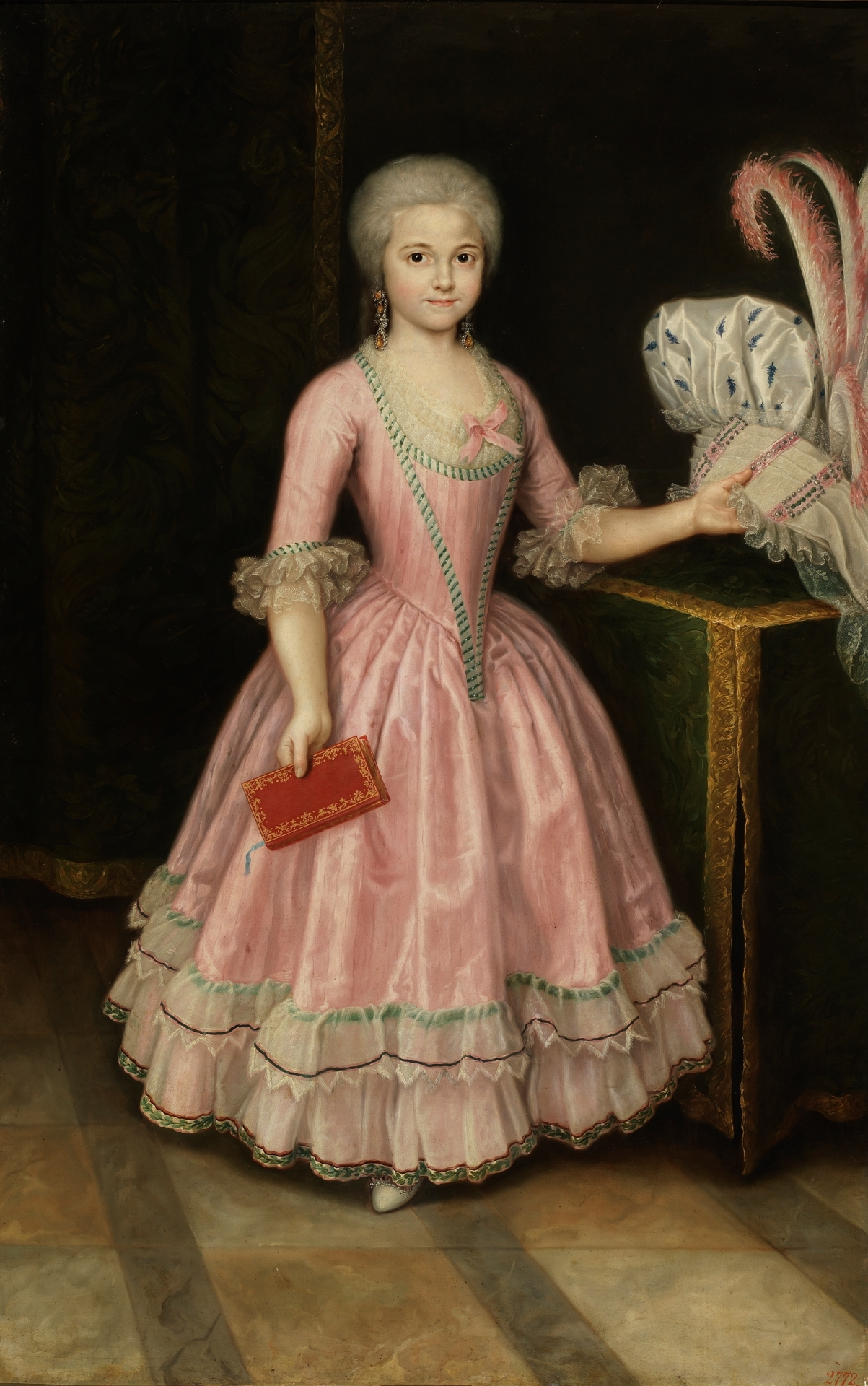
A fiatal Mária Amália infánsnő 1791-ben (Museo del Prado)

Mária Amália infánsnő 1779. január 9-én született Madridban, az El Pardó-i királyi palotában. Az infánsnő IV. Károly spanyol király és Mária Lujza királyné negyedik gyermeke, egyben a harmadik leánya volt. Anyai dédapja XV. Lajos francia király volt, míg apai nagyanyja, Szászországi Mária Amália révén Habsburg felmenőkkel is bírt.
Szüleinek összesen tizennégy gyermeke született. Felnőttkort megért testvérei között olyan magas rangú személyek vannak, mint a későbbi portugál királyné, Sarolta Johanna, a későbbi VII. Ferdinánd spanyol király, továbbá Károly Mária Izidor, Molina grófja, egyben spanyol trónkövetelő, aki nem ismerte el unokahúga, II. Izabella királynő (VII. Ferdinánd király leányának) uralkodását, valamint Mária Izabella infánsnő, I. Ferenc nápoly–szicíliai király második felesége is.
Az infánsnőt édesanyja, Mária Lujza királyné eljegyeztette első-unokatestvérével, Lajos parmai trónörökössel. A herceg 1794-ben érkezett a spanyol udvarba. A szőke, jóképűnek tartott és barátságos jellemű herceg öt évvel volt idősebb az akkor tizenöt esztendős Mária Amáliánál. Mivel az infánsnő nem volt különösebben vonzó, természeténél adódóan pedig visszafogott volt és félénk, a maga is bátortalan Lajos herceg inkább Mária Amália húgát, az akkor tizenkét éves, de sokkal vidámabbnak és szebbnek tartott Mária Lujza infánsnőt részesítette előnyben. A szülők belementek a menyasszonyok váratlan változásába, ám így sürgős kérdéssé vált, hogy férjet találjanak Mária Amália számára, mivel az idősebb nővérre nézve megalázó lett volna, ha húgára nem csak, hogy lecserélik, de Mária Lujza még előbb is házasodik meg mint ő.

### Házassága
Mivel nehéznek bizonyult az infánsnő ragjához méltó új vőlegényt találni ilyen rövid idő alatt, így szülei úgy döntettek, hogy feleségül adják apai nagybátyjához, Antal Paszkál spanyol infánshoz. Az ekkor harminckilenc éves nagybátya huszonnégy évvel volt idősebb Mára Amáliánál. A házasságra 1795. augusztus 25-én került sor a La Granja de San Ildefonsó-i királyi palotában. Kettős esküvő volt, mivel ekkor kelt egybe húga, Mária Lujza és korábbi jegyese, Lajos herceg is. A házasságkötést követően mind a két pár a spanyol udvarban élt tovább.
Mária Amália 1797 őszén teherbe esett. 1798. július 20-án kezdett vajúdni. A szülés során komplikációk léptek fel: a baba a vállánál fogva a szülőcsatornába szorult és az orvosok nem tudták kihúzni. A születendő fiú meghalt, mire két napi vajjúdást követően a sebész közbelépett. Végül 1798. július 22-én Mária Amália is elhunyt a folyamat során szerzett fertőzésbe. A tizenkilenc éves infánsnőt az El Escorial-i királyi kolostorban helyezték nyugalomra.